# Cromácio
Cromácio (em latim: Chromatius) foi um bispo de Aquileia do final do século IV morto em 406 ou 407. Provavelmente nativo dali, certamente cresceu na cidade. Seu pai morreu quando ainda era criança e Cromácio foi criado pela mãe e por uma grande quantidade de irmãos e irmãs mais velhos.

## História
Cromácio foi ordenado sacerdote por volta de 387 ou 388 depois da morte de Valeriano, o bispo anterior. Um dos mais celebrados prelados de sua época, manteve ativa correspondência com ilustres contemporâneos como Santo Ambrósio, São Jerônimo e Rufino. Um teólogo muito erudito, Cromácio pedia em suas cartas que eles escrevessem seus pensamentos. Ambrósio, estimulado por ele, escreveu suas obras exegéticas; Jerônimo dedicou-lhe diferentes traduções e comentários, escritas também por influência sua. Finalmente, quando ele iniciou a amarga disputa com Rufino sobre o origenismo, Cromácio, apesar de rejeitar a doutrina, tentou reconciliar os dois. Sem nunca perder contato com Rufinou, convenceu-o a não responder o último ataque de Jerônimo dispendendo suas energias especialmente na tradução para o latim da "História Eclesiástica" de Eusébio.
Cromácio também combateu diligentemente o arianismo e conseguiu eliminá-lo de sua diocese. Além disso, apoiou João Crisóstomo, o arcebispo de Constantinopla, quando ele foi injustamente deposto no conflito com Teófilo de Antioquia. Para tentar ajudá-lo, escreveu para o imperador Honório (que remeteu a carta para seu irmão e par no oriente, Arcádio), sem, contudo, sucesso.
Também um ativo exegeta, até 1969 só se conheciam dezessete tratados de Cromácio (comentários sobre o Evangelho de Mateus e uma homilia sobre as oito beatitudes). Neste ano, o pesquisador Henri Lemarié descobriu e publicou mais trinta e oito sermões.